# Lernentoma
Lernentoma is een geslacht van eenoogkreeftjes uit de familie Chondracanthidae. De wetenschappelijke naam van het geslacht is gepubliceerd in 1822 door Blainville.

## Soorten
- Lernentoma asellina (Linnaeus, 1758)